# Agenten im Schatten einer Partei
Agenten im Schatten einer Partei ist ein Dokumentarfilm von Joachim Hadaschik von 1958.

## Inhalt
Der Film polemisiert gegen das Ostbüro der SPD und zeigt Aufnahmen von deren Sitzen in West-Berlin und Hannover.
Danach wird über den  Prozess gegen Martin Bitterlich berichtet, der Flugblätter über der DDR abgeworfen hatte und auch die Urteilsverkündung zu 12 Jahren Zuchthaus gezeigt.

## Hintergründe
Agenten im Schatten einer Partei war einer von etlichen Propagandafilmen in der DDR in dieser Zeit über Organisationen in West-Berlin und Westdeutschland, die gegen die DDR tätig waren. 
Das Ostbüro der SPD hatte   nach der Zwangsvereinigung zur SED im Jahre 1946 verschiedene Aktivitäten für eine liberalere Entwicklung in der DDR unternommen.
Der Film wurde zuerst am 22. Januar 1958 gezeigt, wahrscheinlich in Vorprogrammen in Kinos.
Einige Szenen über Martin Bitterlich wurden im MfS-Propagandafilm Kühler Kopf, heißes Herz, saubere Hände (1967) übernommen, darunter die Urteilsverkündung.